# فلیپ ریورا
 فلیپ ریورا (انگلیسی: Felipe Rivera؛ زاده ۱۰ مهٔ ۱۹۷۱ درگذشته ۱ اکتبر ۱۹۹۵) یک تنیس‌باز اهل شیلی بود. 